# Autaugaville
Autaugaville est une ville du comté d'Autauga située dans l'État d'Alabama, aux États-Unis. Au recensement de 2000 sa population était de 820 habitants.

## Géographie
Autaugaville est située à 32° 25′ 57″ N, 86° 39′ 12″ O.
Selon le Bureau du recensement des États-Unis, la ville a une superficie totale de 20,5 km2, dont 0,4 km2 d'eau, soit 2,15 % du total.
Booth fait partie de l'aire métropolitaine de Montgomery.

### Climat
| Mois                                  | jan.     | fév.     | mars     | avril   | mai     | juin    | jui.    | août    | sep.    | oct.    | nov.    | déc.     | année         |
| ------------------------------------- | -------- | -------- | -------- | ------- | ------- | ------- | ------- | ------- | ------- | ------- | ------- | -------- | ------------- |
| Température minimale moyenne (°C)     | 1        | 2        | 7        | 11      | 15      | 19      | 21      | 21      | 17      | 10      | 6       | 2        | 11            |
| Température moyenne (°C)              | 7        | 9        | 13       | 18      | 22      | 26      | 27      | 27      | 24      | 18      | 13      | 8        | 17,7          |
| Température maximale moyenne (°C)     | 13       | 16       | 21       | 25      | 28      | 32      | 33      | 33      | 30      | 25      | 20      | 15       | 24,3          |
| Record de froid (°C) date du record   | −15 1966 | −11 1980 | −11 1980 | −1 1973 | 4 1971  | 8 1966  | 12 1967 | 12 1968 | 3 1967  | −3 1962 | −9 1970 | −15 1962 | −15 1962/1966 |
| Record de chaleur (°C) date du record | 27 1974  | 29 1962  | 31 1974  | 32 1972 | 37 1964 | 39 1964 | 40 1980 | 38 1962 | 38 1980 | 36 1959 | 31 1961 | 28 1971  | 40 1980       |
| Précipitations (mm)                   | 129,5    | 139,7    | 172,7    | 114,3   | 96,5    | 99,1    | 121,9   | 94      | 99,1    | 66      | 99,1    | 129,5    | 1 361,4       |

## Population et société

### Démographie
D'après le recensement de 2000, il y avait 820 personnes, réparties en 316 ménages et 219 familles. La densité de population était de 106,1 hab./km2. Le tissu racial de la ville étaient de 65,98 % d'Afro-américains, 32,32 % de Blancs, 0,24 % d'Amérindiens, et 0,24 % d'autres races et 1,22 % de deux races ou plus. 0,98 % était Hispaniques ou latinos.
Il y avait 316 ménages dont 34,5 % avaient des enfants de moins de 18 ans, 39,6 % étaient des couples mariés, 25,0 % étaient constitués d'une femme seule, et 30,4 % n'étaient pas des familles. 28,5 % des ménages étaient composés d'un seul individu, et 13,6 % d'une personne de plus de 65 ans ou plus. Les tailles moyennes d'un ménage et d'une famille sont respectivement de 2,59 personnes et 3,18 personnes.
La répartition de la population par tranche d'âge est comme suit : 31,1 % en dessous de 18 ans, 8,9 % de 18 à 24 ans, 26,5 % de 25 à 44 ans, 20,2 % de 45 à 64 ans, et 13,3 % au-dessus de 65 ans ou plus. L'âge moyen est de 33 ans.
Le revenu moyen d'un ménage dans la ville est de 22 563 dollars, et le revenu moyen d'une famille est de 35 417 dollars.
| 1910 | 1920 | 1930 | 1940 | 1950 | 1960 | 1970 | 1980 |
| ---- | ---- | ---- | ---- | ---- | ---- | ---- | ---- |
| 313  | 362  | 450  | 456  | 459  | 440  | 870  | 843  |

| 1990 | 2000 | 2010 | - | - | - | - | - |
| ---- | ---- | ---- | - | - | - | - | - |
| 681  | 820  | 870  | - | - | - | - | - |

### Éducation
Les écoles d'Autaugaville font partie de l'Autauga County School System. Il y a notamment l'Autaugaville School qui accueille les élèves de la maternelle au12e grade (équivalent de la terminale en France).